# ヴォロンツォフ宮殿 (オデーサ)
- ボロンツォフ宮殿

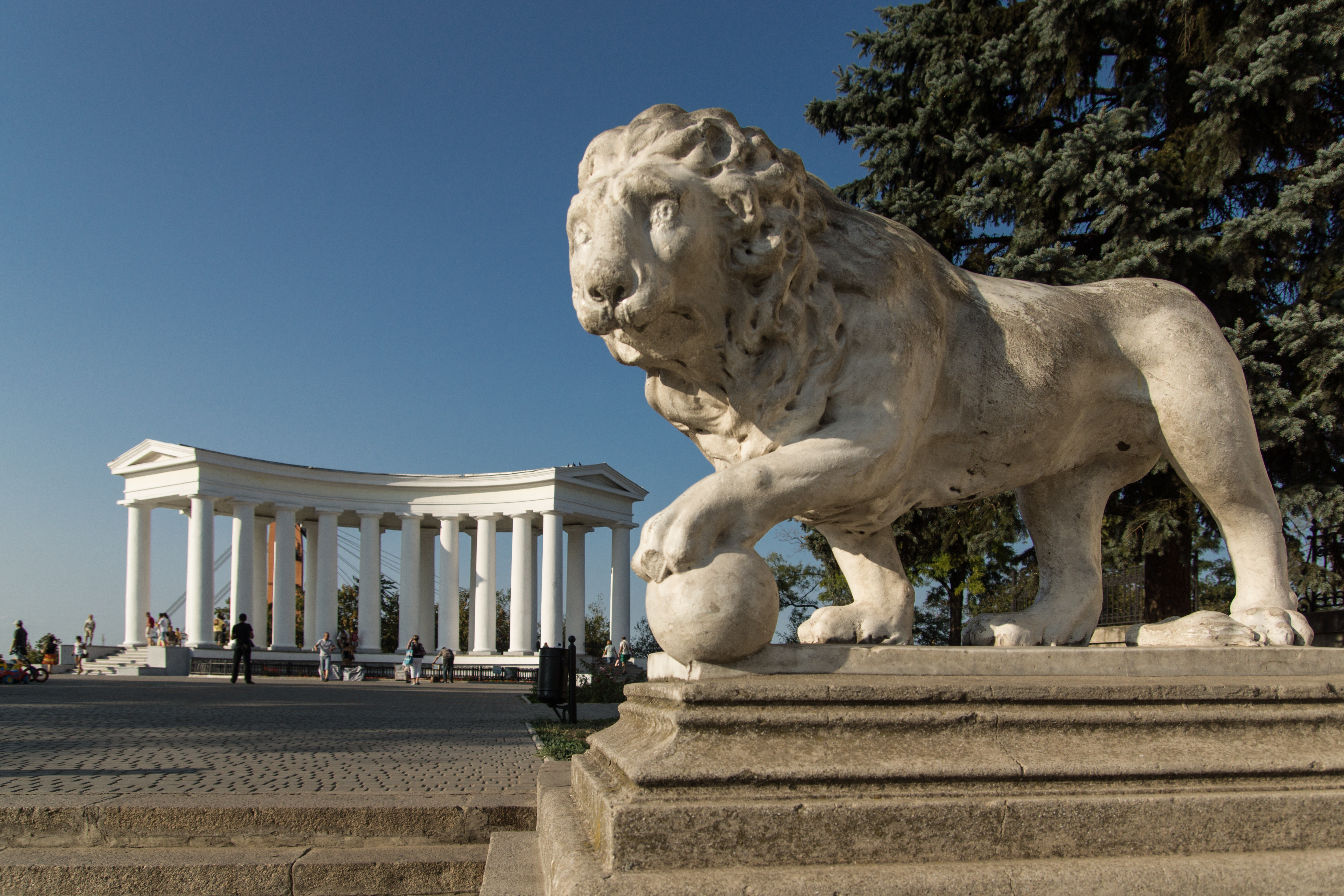
コロネードとメディチ・ライオンの一つ

ヴォロンツォフ宮殿 (ヴォロンツォフきゅうでん、またはボロンツォフ宮殿、ウクライナ語: Воронцовський палац; ロシア語: Воронцовский дворец) は、ウクライナのオデーサにある19世紀の宮殿とギリシア建築様式のコロネードである。ミハイル・セミョーノヴィチ・ヴォロンツォフのために建造された。
プリモルスキー通りに沿って設けられたプロムナードの歩行者専用通路の終始点に位置する。オデーサの文化的多様性を象徴するテーマに沿ったいくつかの庭園が設けられたプロムナードは観光名所ポチョムキンの階段を中心に整備されており、市民の散策路となっている。1936年からはピオネール宮殿として使用されていたが、その後現在では子供たちの芸術サークルの場として活用されている。

## 世界遺産暫定リスト
所在地のオデーサは、「港湾都市オデーサの歴史地区 (Historic Center of the Port City of Odessa)」として国際連合教育科学文化機関（ユネスコ）の世界遺産登録の前提となる暫定リストに2009年から文化遺産候補として掲載されている。ヴォロンツォフ宮殿はオデーサの文化における普遍的価値を示す重要な構成資産のひとつとしてあげられている。

## 2022年ロシアのウクライナ侵攻による損傷
2022年5月8日、ロシアのウクライナ侵攻におけるロシア連邦軍によるミサイル攻撃によって火災が発生し、ガラス窓やスタッコ外壁が破壊されるなどの被害を受けた。